# Emanuel Sundin
Emanuel Theodor Sundin, född 30 juni 1892 i Borlänge, död 1968, var en svensk frälsningsofficer.
Emanuel Sundin var son till överstelöjtnanten i Frälsningsarmén Anders Theodor Sundin och Emma Johanna Ekström. Han genomgick Frälsningsarméns krigsskola 1911 och blev efter att ha tjänstgjort som assistent vid fyra kårer kårledare i Trollhättan, Göteborg och Östersund. 1920-1929 vistades han som kårledare och ungdomssekreterare i England och Skottland och var efter återkomsten till Sverige assisterande ungdomssekreterare 1929–1932. Efter att ha varit divisionschef i Östergötland 1933–1936 och i Stockholm 1937 verkade han som chefssekreterare för Frälsningsarmén i Danmark 1937–1940. Sundin var ledare för Frälsningsarméns ungdomsverksamhet i Sverige 1940–1945, fältsekreterare och chefssekreterare 1945–1948 samt kallades 1948 till chef för Frälsningsarmén i Danmark. Han utnämndes till överste i Frälsningsarmén 1944 och till kommendörslöjtnant 1949. Sundin gjorde sig i sin verksamhet särskilt känd som ungdomsledare.